# Hướng Sủng
Hướng Sủng (tiếng Trung: 向寵; bính âm: Xiang Chǒng; ? - 240), không rõ tên tự, là tướng lĩnh nhà Quý Hán thời Tam Quốc trong lịch sử Trung Quốc.

## Cuộc đời
Hướng Sủng quê ở huyện Nghi Thành, quận Nam, sau tách thành quận Tương Dương, Kinh Châu, là con trưởng của anh ruột Hướng Lãng, tức cháu gọi Hướng Lãng bằng chú. Hướng Sủng tính cách khiêm tốn, phẩm hạnh tốt đẹp, hành xử công bằng, am hiểu việc binh, ban đầu giữ chức nha môn tướng.
Năm 222, Hướng Sủng theo Tiên Chủ phạt Ngô. Năm 223, quân Hán thua trận, các doanh tan tác, chỉ riêng quân do Sủng chỉ huy là rút lui an toàn, lực lượng giữ được nguyên vẹn, không gặp tổn thất gì. Tiên Chủ biết chuyện, khen ngợi Hướng Sủng có năng lực, tài cán.
Năm 223, Hậu Chủ đăng cơ, phong Sủng tước Đô đình hầu, thăng lên chức Trung bộ đốc, quản lý quân túc vệ trong cung.
Năm 227, thừa tướng Gia Cát Lượng xuất quân đến Hán Trung, chuẩn bị bắc phạt. Trước khi đi, Gia Cát Lượng dâng Xuất sư biểu trần thuật tâm sự, trong đó có đoạn tiến cử Hướng Sủng: Tướng quân Hướng Sủng, tính tình đức hạnh, hiểu rõ việc quân, được mài giũa qua việc ngày trước, Tiên đế khen là có năng lực, mọi người tiến cử Sủng làm đốc. Thần cho rằng việc trong quân doanh, nên cùng hắn bàn bạc, nhất định khiến quân đội hòa thuận, phối trí thích đáng. Nhờ đó, Sủng được thăng chức Trung lĩnh quân, chủ trì cấm quân, tuyển chọn, giám sát các tướng lĩnh.
Năm 240, man dân vùng Hán Gia nổi loạn, Hướng Sủng dẫn quân bình định, không may lọt vào trùng vây, bất hạnh tử trận. Binh sĩ biết tin Sủng chết, xung phong liều mạng, đoạt lại di thể, đưa về Thành Đô an táng.

## Gia đình
- Em trai:
  - Hướng Sung (向充), quan đến Xạ Thanh hiệu úy.[2]

## Trong văn hóa
Trong tiểu thuyết Tam quốc diễn nghĩa, Hướng Sủng xuất hiện ở hồi 91. Thừa tướng Gia Cát Khổng Minh chuẩn bị đến Hán Trung xuất quân bắc phạt, lấy Hướng Sủng làm đại tướng, tổng đốc quân mã ngự lâm, bảo đảm hậu phương.